# Blokcopolymeer
Een blokcopolymeer is een copolymeer waarvan de polymeerketens zijn opgebouwd uit opeenvolgende segmenten of "blokken" van twee of meer verschillende polymeren. Een blokcopolymeer dat bestaat uit een blok van het ene polymeer A gekoppeld aan een blok van een tweede polymeer B noemt men een diblok A-B. Een triblok bestaat uit drie blokken, dit kan zijn A-B-A of B-A-B. Multiblokcopolymeren kunnen bestaan uit alternerende blokken (A-B)n, (A-B-C)n enz. maar vele andere schikkingen zijn mogelijk. De polymeren A, B, C... kunnen zowel homopolymeren zijn als copolymeren.
Met blokcopolymeren kan men polymeren bekomen die de eigenschappen van de afzonderlijke polymeren op een welbepaalde manier combineren. Men kan bijvoorbeeld een oppervlakte-actief polymeer bekomen als blok A hydrofoob is en blok B hydrofiel.
Hierna volgen enkele van de vele methoden waarmee men blokcopolymeren kan maken.

## Telechelische polymeren
Een "telechelisch" polymeer is een polymeer met reactieve groepen aan de uiteinden van de polymeerketen. Zo'n polymeer kan verder reageren, met name in een polymerisatie met een ander monomeer, wat leidt tot een (tri)blokcopolymeer. De reactieve groep is bijvoorbeeld het lithiumatoom afkomstig van een initiator zoals n-butyllithium, of een stabiel ion of een ioniseerbare groep.

## Polymeren met eindfunctionaliteit
Blokcopolymeren kan men ook maken als men eerst prepolymeren maakt die aan één of beide uiteinden van de polymeerketen functionele groepen hebben, waarmee ze nadien aan elkaar kunnen gekoppeld worden tot een blokcopolymeer. Die functionele groepen zijn niet noodzakelijk reactief zoals bij een telechelisch polymeer.

## Propeen-etheen blokcopolymeren
Polypropeen (PP) geproduceerd met een Ziegler-Natta-katalysator heeft een hoge mate van kristalliniteit maar is (daardoor) bros en heeft een lage weerstand tegen impact, vooral bij lage temperaturen. De impactweerstand kan men verhogen door het polymeer nadien te mengen met polyetheen en met impact modifiers; dit zijn elastomeren die het materiaal minder bros maken. Maar men produceert meestal een "impact copolymeer" van propeen en etheen, dat op zichzelf reeds een betere impactweerstand heeft dan zuiver polypropeen. Blokcopolymeren van propeen en etheen zijn daarbij te verkiezen. Een statistisch of random copolymeer is niet geschikt omdat dan de kristalliniteit van het PP verloren gaat. Er zijn verschillende mogelijkheden om dergelijke blokcopolymeren te produceren:
- Men zou tijdens de polymerisatiereactie op gezette tijden kunnen omschakelen van het ene monomeer (propeen) naar het andere (etheen). Na elke polymerisatiestap moet het ongebruikt monomeer dan wel uit het reactiemengsel verdreven worden. Op die manier kan men een blokcopolymeer produceren dat bestaat uit blokken polypropeen en polyetheen (PE).
- Een andere mogelijkheid is om tijdens de polymerisatie van propeen periodiek etheen toe te voegen, wat resulteert in een polymeer dat bestaat uit afwisselende blokken van PP en blokken van random poly(propeen-co-etheen).
- De meest gebruikte methode produceert propeen-etheen blokcopolymeren in een serie van meestal twee polymerisatiereactoren. In de eerste reactor wordt enkel propeen gepolymeriseerd tot isotactisch polypropyleen. In een tweede reactor wordt de polymerisatie verdergezet met propeen en etheen samen. Zo verkrijgt men een A-B diblokcopolymeer waarbij A een blok PP is en B een random copolymeerblok van etheen en propeen.[2] Dit proces is geschikt voor continubedrijf op grote schaal en door de verhouding etheen/propeen aan te passen kan men polymeren produceren die variëren van kristallijn polymeer tot elastomeer.

## Levende polymerisatie
De technieken van levende polymerisatie laten ook toe om blokcopolymeren te maken. Men kan op het einde van de polymerisatie van één monomeer overschakelen op een ander; de "levende" polymeerketens zullen verder blijven groeien. Levende radicalaire polymerisaties, zoals met stabiele vrije radicalen, zijn praktisch bruikbaar omdat ze met een brede waaier van monomeren gebruikt kunnen worden, en de polymerisatie kan gebeuren in water. Ionische levende polymerisatie is ook bruikbaar maar heeft als nadelen dat de monomeren zeer zuiver moeten zijn en dat de polymerisatie moet gebeuren in de absolute afwezigheid van water of zuurstof.
Men kan ook aparte "prepolymeren" van de verschillende polymeren maken met levende polymerisatie, en die daarna aan elkaar koppelen. Polymeerketens die met de RAFT-techniek (reversible addition-fragmentation chain transfer polymerization) zijn gemaakt, hebben een dithio-estergroep aan het uiteinde, die een koppeling mogelijk maakt met een disulfidebrug. Men kan zo een A-B diblok vormen. Met polymeerketens die aan beide kanten een dergelijke functionele groep hebben kan men andere configuraties bekomen, zoals een A-B-A of B-A-B triblok of een (A-B)n multiblokcopolymeer.